# Icaraí de Minas
Icaraí de Minas is een gemeente in de Braziliaanse deelstaat Minas Gerais. De gemeente telt 10.934 inwoners (schatting 2009).

## Aangrenzende gemeenten
De gemeente grenst aan Luislândia, Ritápolis, São Francisco, São Romão en Ubaí.